# أنيا مارينا
أنيا مارينا (بالإنجليزية: Anya Marina) هي مغنية ومغنية مؤلفة وملحنة ودي جيه أمريكية، ولدت في 23 سبتمبر 1976 في آن آربر في الولايات المتحدة.

## وصلات خارجية
- الموقع الرسمي
- أنيا مارينا على موقع IMDb (الإنجليزية)
- أنيا مارينا على موقع ميوزك برينز (الإنجليزية)
- أنيا مارينا على موقع أول ميوزيك (الإنجليزية)
- أنيا مارينا على موقع ديسكوغز (الإنجليزية)
- أنيا مارينا على موقع قاعدة بيانات الفيلم (الإنجليزية)